# Gustavo Isaza Mejía
Gustavo Isaza Mejía (* in Salamina (Caldas); † 13. Januar 2007) war ein lateinamerikanischer Arzt, Chirurg und Professor an der Universität Antioquia.

## Leben
Er untersuchte 1940 in der Schrift Algunas consideraciones sobre el uso de la pituitrina en obstetricia (Verlag	Antioquia, 1940) die Verwendung von Pituitrin in der Geburtshilfe und gründete das Zytologielaboratorium des Universitätsspitals San Vicente de Paúl in Medellín und führte 1949 die exfoliative Zytologie in Kolumbien ein. Mejía schrieb unter anderem 1960 eine Orientierung und Anleitung für Frauen und Mütter Maternidad y menstruación sin dolor: la educación de los hijos (Verlag	Bedout, 1960). 